# Буккер
Буккер (севозапашник) — орудие для поверхностной (12-14 см) вспашки почвы с последующим севом. Обычно использовался на нераспаханных полях.

## Описание
Буккер старого, «степного», типа представляет собой четырёхколесную тележку с поворотным передком и с угловым железным, а иногда чугунным грядилем, сквозь который пропущены стойки или «столбы», 3-х, 4-х и даже 5-и небольших корпусов с плоскими лемехами и отвальцами.
Подъёмные буккеры конца 1920-х годов имели подъёмный механизм, облегчающий вынимание корпусов из почвы. Буккеры представляют собой пережиток наиболее экстенсивного земледелия и дают чаще всего весьма несовершенную вспашку.
Прилаженная к буккеру сеялка (см. рисунок) даёт возможность одновременно производить посев "под корпуса". Главное достоинство буккера — незабиваемость корпусов при наибольшей засоренности полей. Довольно сложный цикл необходимейших работ по обработке сводится при комбинировании сеялки и буккера к одному процессу, но это влечёт неизбежное усиление засорения и резкое уменьшение урожаев; поэтому буккеры были вытеснены более совершенными орудиями и повсеместно запрещены к использованию в СССР как несоответствующие элементарным правилам агротехники. В 1920-х годах буккеры ещё производились заводами «Красный Аксай», «Красный прогресс» (б. Токмак), «Плуг и молот» (б. Донских, Николаев), «Первомайским» (б. Гриевса, Бердянск) и другими. Против мелкой вспашки почвы выступали такие русские учёные как П. А. Костычев, К. А. Тимирязев, В. Р. Вильямс.

## Происхождение
Буккеры были весьма распространёнными сельскохозяйственными орудиями между южными немецкими колонистами, преимущественно в Екатеринославской губернии, и от них заимствованы местными русскими земледельцами.